# Sant Salvador dels Pallaresos
Sant Salvador és un monument del municipi dels Pallaresos protegit com a bé cultural d'interès local. És una església de planta de tres naus sense creuer, la qual cosa fa que les naus laterals quedin retallades al creuer i aquest espai sigui ocupat per la sagristia.
La nau està coberta amb volta de canó i llunetes amb aresta. Les dimensions de l'església són petites si es té en compte que el nombre d'arcades laterals només és de tres. L'altar major presenta un sagrari obra de l'arquitecte Josep Maria Jujol, construït l'any 1944. També va projectar els nous altars laterals de l'església entre els anys 1945-47. El més important és l'altar del Sant Crist, que té als costats a Sant Antoni i la Immaculada. També la cúpula del creuer presenta uns frescos de pobre factura, però ben conservats, i un ull de bou a la façana de l'església presenta certs elements decorativistes propis de la mà de Jujol. L'ull de bou està decorat per la part interior que dona a l'església i per la part exterior mostra la data de la consagració de l'església: 1796, la mateixa data de la casa Solé que es troba al costat (podrien ser del mateix arquitecte).
L'exterior de l'església presenta la porta d'accés elevada per una escalinata. La porta és senzilla, de forma rectilínia, i es tanca amb un arquitrau motllurat i pilastres de granit gris que contrasten molt amb el color ocre i blanc dels esgrafiats de la façana. Damunt aquesta porta hi ha una fornícula amb la imatge del Salvador, protector de l'església. Als costats de la fornícula hi ha decoració esgrafiada. Damunt la cornisa hi ha una rosassa a manera d'ull de bou, senzilla i, a sobre, un frontó triangular emmarcat per ratlles blanques esgrafiades.
El mossèn diu que hi ha una creu processional gòtica del segle xvi.